# Pavolechia chrysostoma
Pavolechia chrysostoma är en fjärilsart som beskrevs av Edward Meyrick 1918. Pavolechia chrysostoma ingår i släktet Pavolechia och familjen stävmalar. Inga underarter finns listade i Catalogue of Life.